# Bob Harrison
Robert William "Bob" Harrison (Toledo, Ohio, 12 de agosto de 1927-3 de marzo de 2024) fue un jugador y entrenador de baloncesto estadounidense que disputó nueve temporadas en la NBA. Con 1,85 metros de altura, jugaba en la posición de base. Ganó tres anillos de campeón con los Minneapolis Lakers, y fue All-Star de la NBA en 1956.

## Trayectoria deportiva

### Universidad
Jugó durante cuatro temporadas con los Wolverines de la Universidad de Míchigan, consiguiendo en sus dos últimas temporadas ser incluido en el mejor quinteto de la Big Ten Conference, además de ser elegido en ambas ocasiones All-American.

### Profesional
Fue elegido en el Draft de la NBA de 1949 por Minneapolis Lakers, donde se encontraría con un equipo plagado de estrellas, donde sobreasalía sobre todas George Mikan, pero que contaba también con hombres como Jim Pollard o Vern Mikkelsen. Harrison se repartió los minutos de juego en la posición de base con Slater Martin, otro recién llegado al equipo procedente de la Universidad de Texas, y todos juntos lograron llevar a los Lakers a ganar el anillo de campeón, derrotando en las Finales a Syracuse Nationals por 4-2. Harrison colaboró con 4,5 puntos y 2,0 asistencias por partido.
Poco a poco se fue consolidando en el quinteto inicial, mejorando sus estadísticas, y en la temporada 1951-52 ganó su segundo campeonato, esta vez derrotando a los New York Knicks en la final. Al año siguiente se repetiría la historia, derrotando de nuevo a los Kincks en las Finales. Harrison promedió 7,1 puntos y 2,3 asistencias esa temporada.
Mediada la temporada siguiente (en la que los Lakers ganarían de nuevo el anillo) fue traspasado a Milwaukee Hawks, haciéndose rápidamente con el puesto de titular. Su única temporada completa con los Hawks, la 1954-55 fue la mejor de toda su carrera, promediando 10,1 puntos, 3,5 asistencias y 3,1 rebotes por encuentro. Pero su reconocimiento a nivel nacional llegaría al año siguiente, cuando fue traspasado a St. Louis Hawks, donde a pesar depromediar tan solo 8,6 puntos por partido, fue elegido para disputar su único All-Star Game, celebrado en Rochester, en el que consiguió 5 puntos y 1 asistencia en los 25 minutos que permaneció en pista.
En la temporada 1956-57 fichó por Syracuse Nationals, donde jugaría sus dos últimas temporadas como profesional, como suplente de Larry Costello, antes de retirarse a los 30 años. En el total de su carrera promedió 7,2 puntos, 2,7 asistencias y 2,5 rebotes por partido.

## Estadísticas de su carrera en la NBA
| † | Denota temporadas en las que ganó un campeonato de la NBA |

### Temporada regular
| Año      | Equipo             | PJ  | MPP  | TC%  | TL%  | RPP | APP | PPP  |
| -------- | ------------------ | --- | ---- | ---- | ---- | --- | --- | ---- |
| 1949–50† | Minneapolis        | 66  | –    | .359 | .676 | –   | 2.0 | 4.5  |
| 1950–51  | Minneapolis        | 68  | –    | .347 | .789 | 2.5 | 2.9 | 5.9  |
| 1951–52† | Minneapolis        | 65  | 26.3 | .320 | .718 | 2.5 | 2.9 | 6.2  |
| 1952–53† | Minneapolis        | 70  | 23.5 | .376 | .648 | 2.2 | 2.3 | 7.1  |
| 1953–54  | Minneapolis        | 40  | 15.5 | .298 | .662 | 1.5 | 1.4 | 3.9  |
| 1953–54  | Milwaukee          | 24  | 34.3 | .336 | .540 | 3.0 | 3.5 | 9.5  |
| 1954–55  | Milwaukee          | 72  | 31.9 | .342 | .681 | 3.1 | 3.5 | 10.1 |
| 1955–56  | St. Louis          | 72  | 30.8 | .359 | .664 | 2.7 | 3.8 | 8.6  |
| 1956–57  | St. Louis/Syracuse | 66  | 27.4 | .386 | .715 | 2.4 | 2.4 | 8.8  |
| 1957–58  | Syracuse           | 72  | 25.0 | .348 | .795 | 2.3 | 2.3 | 7.2  |
| Total    | Total              | 615 | 26.9 | .352 | .693 | 2.5 | 2.7 | 7.2  |
| All-Star | All-Star           | 1   | 25.0 | .286 | .500 | 0.0 | 1.0 | 5.0  |

### Playoffs
| Año   | Equipo      | PJ | MPP  | TC%  | TL%  | RPP | APP | PPP |
| ----- | ----------- | -- | ---- | ---- | ---- | --- | --- | --- |
| 1950† | Minneapolis | 12 | –    | .432 | .714 | –   | 1.0 | 3.5 |
| 1951  | Minneapolis | 7  | –    | .462 | .750 | 3.9 | 2.7 | 7.7 |
| 1952† | Minneapolis | 12 | 19.6 | .441 | .824 | 1.7 | 2.0 | 6.2 |
| 1953† | Minneapolis | 12 | 17.0 | .385 | .500 | 1.8 | 1.2 | 5.0 |
| 1956  | St. Louis   | 8  | 32.0 | .360 | .632 | 3.0 | 3.6 | 8.3 |
| 1957  | Syracuse    | 5  | 26.6 | .267 | .889 | 2.6 | 3.0 | 6.4 |
| 1958  | Syracuse    | 3  | 14.3 | .250 | .667 | 2.3 | 1.7 | 3.3 |
| Total | Total       | 59 | 21.8 | .385 | .689 | 2.4 | 2.0 | 5.7 |

## Vida posterior
Tras dejar la alta competición, Harrison fue durante 10 años, entre 1958 y 1968, entrenador de baloncesto, fútbol y tenis en el Kenyon College. De ahí pasó a la Universidad de Harvard, dirigiendo al equipo de baloncesto entre 1968 y 1974. El 17 de mayo de 2008 fue incluido en el Salón de la Fama del Baloncesto de Ohio, en una ceremonia realizada en la ciudad de Columbus.